# Richard Winsor
Richard Winsor es un actor y bailarín británico, más conocido por haber interpretado a Tomas en la película StreetDance 3D y a Caleb Hardy en la serie Casualty.

## Biografía
Es un bailarín y ha aparecido en varias aclamadas producciones de Matthew Bourne.
Es muy buen amigo del bailarín Sam Archer.
Sale con la modelo Gabriella Kuti; la relación terminó en febrero de 2017, sin embargo poco después regresaron.

## Carrera
En 2010 obtuvo el papel principal en la película StreetDance 3D, donde interpretó al bailarín Tomas. El 4 de julio de 2011, se unió a la exitosa serie británica Hollyoaks donde interpretó a Nathan Harker hasta el 4 de octubre de 2011. En 2012 apareció en Swan Lake, donde interpretó los papeles del cisne y el extraño.
El 18 de enero de 2014, se unió al elenco principal de la serie médica Casualty, donde interpretó al doctor Caleb "Cal" Knight hasta el 29 de abril de 2017.

## Filmografía

### Series de televisión
| Año         | Título    | Personaje               | Notas         |
| ----------- | --------- | ----------------------- | ------------- |
| 2014 - 2017 | Casualty  | Dr. Caleb Hardy         | 123 episodios |
| 2011        | Hollyoaks | Nathan "Francis" Harker | 24 episodios  |

### Películas
| Año  | Título         | Personaje         | Notas                                                   |
| ---- | -------------- | ----------------- | ------------------------------------------------------- |
| 2012 | Swan Lake      | Cisne/Extraño     | junto a Dominic North, Nina Goldman y Madelaine Brennan |
| 2010 | StreetDance 3D | Tomas             | junto a Nichola Burley, Ukweli Roach y Jeremy Sheffield |
| 2003 | Nutcraker!     | Liquorice Allsort | -                                                       |

### Teatro
| Año  | Obra                | Personaje   | Director       | Notas                                                          |
| ---- | ------------------- | ----------- | -------------- | -------------------------------------------------------------- |
| 2008 | Dorian Gray         | Dorian Gray | Matthew Bourne | junto a Aaron Sillis y Jason Piper                             |
| 2007 | Edward Scissorhands | Edward      | Matthew Bourne | junto a Sam Archer, Kerry Biggin, Mami Tomotani y Etta Murfitt |
| 2007 | The Car Man         | Angelo      | Matthew Bourne | junto a Michela Meazza                                         |
| -    | Spitfire            | -           | Matthew Bourne | -                                                              |
| 2002 | Play Without Words  | -           | Matthew Bourne | junto a Belinda Lee Chapman                                    |
| -    | Little Mermaid      | -           | Matthew Bourne | -                                                              |

## Premios y nominaciones
| Año  | Categoría                   | Premio              | Resultado |
| ---- | --------------------------- | ------------------- | --------- |
| 2010 | Sexiest Dancer in the World | Elle Magazine Award | Ganador   |